# Estadio Padre Ernesto Martearena
Het Estadio Padre Ernesto Martearena is een multifunctioneel stadion in Salta, Argentinië. In het stadion kunnen 20.408 toeschouwers. Het stadion wordt meestal gebruikt voor voetbalwedstrijden, maar ook worden er hier rugbywedstrijden gespeeld. In 2001 was de opening van het stadion en het kon direct worden gebruikt voor het Wereldkampioenschap voetbal onder 20 van dat jaar. De voetbalclubs Juventud Antoniana en Central Norte maken van dit stadion gebruik voor hun thuiswedstrijden. Ook het nationale rugbyteam speelt hier wel eens wedstrijden. Ook op de Copa América 2011 werd er wedstrijden gespeeld in dit stadion, twee groepswedstrijden waren hier.